# Wilhelm Böhler
Wilhelm Johannes Böhler (* 18. November 1891 in Wichterich; † 25. Juli 1958 in Köln) war ein deutscher römisch-katholischer Priester, Mitglied des Kölner Domkapitels und erster Leiter des Katholischen Büros in Bonn.

## Leben
Wilhelm Böhler wurde in dem kleinen Dorf Wichterich in der Nähe von Euskirchen geboren, wo sein Vater Wilhelm Böhler (1858–1940) Volksschullehrer war. Seine Mutter Katharina (1865–1954), geborene Jülich, stammte aus dem benachbarten Frauenberg. Beide Eltern waren im katholischen Milieu des Rheinlands verwurzelt und engagierten sich in der römisch-katholischen Kirche; so war der Vater nebenberuflich als Organist und Kirchenrendant tätig. Vor der Jahrhundertwende zog die Familie in die damals noch selbständige Stadt Rath bei Düsseldorf, wo der Vater eine Stelle an der Volksschule bekam und später Konrektor wurde. Ab 1902 besuchte Wilhelm Johannes das Königliche Hohenzollern-Gymnasium in Düsseldorf, wo er 1911 das Abitur ablegte. Anschließend studierte er Katholische Theologie an der Universität Bonn und trat in das Kölner Priesterseminar ein. Unter den Umständen des Ersten Weltkrieges wurde die Ausbildung verkürzt und er empfing bereits im Juni 1915 vom Kölner Erzbischof Felix Kardinal von Hartmann die Priesterweihe. Er war zunächst Kaplan an der Münsterkirche in Mönchengladbach; 1917 wurde er Caritasdirektor des Ortes.
In Mönchengladbach, das auch Sitz des Volksvereins für das katholische Deutschland war, kam er mit Wilhelm Marx in Kontakt, dem späteren Zentrumsvorsitzenden und Reichskanzler, der sein Mentor wurde und ihn für die katholische Schulpolitik und den Kampf für die Bekenntnisschule gewann. Im Jahr 1920 wurde Böhler zum Generalsekretär der Katholischen Schulorganisation Deutschlands ernannt, einer zentralen kirchlichen Vereinigung mit Zuständigkeit für kirchliche Schulen und katholische Ordensschulen in ganz Deutschland, die Böhler nach Düsseldorf verlegte und in Rivalität mit dem Volksverein zu einer der schlagkräftigsten katholischen Lobbyorganisationen der Weimarer Republik ausbaute. 1922 wurde Böhler zugleich deutscher Generalsekretär der Katholischen Aktion.
Im Zuge der Entpolitisierung der katholischen Verbandsarbeit nach der Machtübernahme der Nationalsozialisten wurde der Schulverein in die im Oktober 1933 gegründete und von Böhler geleitete Bischöfliche Hauptarbeitsstelle für die Katholische Aktion eingegliedert. Gleichwohl musste Böhler seine Tätigkeit in der katholischen Schularbeit auf politischen Druck einstellen und wurde 1935 Pfarrer an St. Mariä Himmelfahrt in Essen-Altendorf. 1938 wurde er für zwei Monate im Düsseldorfer Polizeigefängnis in „Schutzhaft“ genommen. Die 1942 vom neuen Kölner Erzbischof Josef Frings geplante Berufung Böhlers ins Kölner Domkapitel wurde von den staatlichen Stellen verboten und war erst nach Kriegsende 1945 möglich. Gleichzeitig mit seiner Ernennung zum Domkapitular in Köln wurde Böhler die Leitung der Schulabteilung im Kölner Generalvikariat übertragen. 1948 wurde er zum Päpstlichen Hausprälaten ernannt.
Böhler hatte bereits 1948/49 als Bevollmächtigter der deutschen Bischöfe beim Parlamentarischen Rat die kirchlichen Anliegen bei der Ausarbeitung des Grundgesetzes vertreten. Im Unterschied zu manchen Bischöfen, die den Entwurf des Grundgesetzes ablehnten, darunter Bischof Michael Keller von Münster, warb Prälat Böhler, unterstützt von Kardinal Joseph Frings, unter den katholischen Mitgliedern des Parlamentarischen Rates für deren Zustimmung. Seit 1949 war er Beauftragter des Vorsitzenden der Fuldaer Bischofskonferenz bei der Bundesregierung. 1951 wurde er Leiter des Katholischen Büros. Als einem der einflussreichsten deutschen Kleriker der Adenauerzeit gelang es ihm, die Kontakte zwischen Kirche und Staat „in institutionalisierten Formen zu verstetigen“. Dazu wurde das „Kirchenpolitische Gremium“ (KPG) zur wichtigen Schalt- und Verbindungsstelle der Kirchenleitung zu römisch-katholischen Vertretern in den Regierungen, der Ministerialbürokratie und den Parlamenten Westdeutschlands. 1952 war Böhler hinter den Kulissen maßgeblich an der Gründung des Zentralkomitees der deutschen Katholiken (ZdK) und der Katholischen Nachrichten-Agentur (KNA) beteiligt. Wie 2013 aufgetauchte Dokumente zeigen, veranlasste Böhler 1955 im Auftrag der Kölner Kirchenhierarchie zwei Kölner Rechtsanwälte dazu, Strafanzeige wegen „Pornographie und Gotteslästerung“ gegen den Schriftsteller Arno Schmidt wegen dessen Kurzromans Seelandschaft mit Pocahontas zu stellen und im Erscheinungsjahr des Buches erheblichen juristischen Druck auf den Autor aufzubauen, wiewohl das Verfahren 1956 vor dem Oberlandesgericht Stuttgart scheiterte.
Böhler war Mitglied des Päpstlichen Ritterordens vom Heiligen Grab zu Jerusalem und Prior der rheinisch-westfälischen Provinz.

## Ehrungen und Auszeichnungen
- Päpstlicher Hausprälat (1948)
- Apostolischer Protonotar (1952)
- Ehrentitel „Exzellenz“ (1956)
- Ehrendomherr der Kathedrale in Le Mans
- Offizier der französischen Ehrenlegion
- Komtur des Ritterorden vom Heiligen Grab zu Jerusalem

## Schriften
- Katholische Kirche und Staat in Deutschland. Erinnerungen, Feststellungen, Grundsätzliches. In: Politische Bildung. Schriftenreihe der Hochschule für Politische Wissenschaften München, Bd. 44 (1953), S. 123–146.